# Verónica Segura

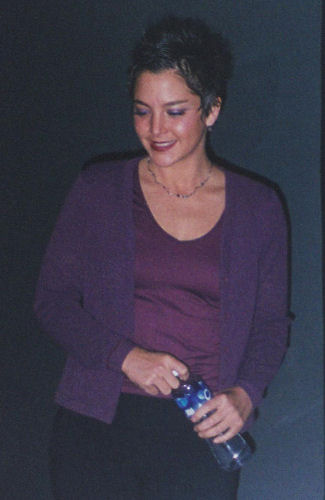
Verónica Segura

Verónica Segura (* 26. Dezember 1973 in Mexiko-Stadt) ist eine mexikanische Schauspielerin.

## Leben und Karriere
Veronica Segura ist vor allem bekannt als Darstellerin von Cordé in Angriff der Klonkrieger. 
Sie wurde in Mexiko-Stadt geboren, zog aber nach Texas, wo sie an der Texas State University-San Marcos studierte, die sie 1997 abschloss. Später zog sie nach New York. Dort studierte sie in der Atlantic Theatre Company. Zurzeit lebt sie wieder in Mexiko-Stadt. 
Ihr Schauspieldebüt gab Segura 1993 in einem Kurzfilm. 1999 folgte eine kleine Rolle in der Serie Tribe, 2002 war sie in Star Wars: Episode II – Angriff der Klonkrieger zu sehen. Seither war sie vornehmlich in mexikanischen Produktionen zu sehen.

## Filmografie (Auswahl)
- 1993: Abandonos (Kurzfilm)
- 1999: Tribe (Fernsehserie)
- 2002: Star Wars: Episode II – Angriff der Klonkrieger (Star Wars: Episode II – Attack of the Clones)
- 2004: Club Mad (Club Dread)
- 2016: Soy Luna (Fernsehserie)